# شرف‌الدین رحبی
شرف‌الدین ابوالحسن، علی رَحبی (۱۱۸۷ - ۱۲۶۸م) (نسب: علی بن یوسف بن حیدر بن حسن) پزشک، ادیب، شاعر شامی بود. از شاگردان عبداللطیف بغدادی و علم‌الدین سخاوی بود. در بیمارستانی که نورالدین زنگی ساخت، مدت‌ها خدمت گزارد. سپس در مدرسه‌ای که عبدالرحیم دَخوار برای آموزش پزشکی بنا نهاد، به تدریس پرداخت.

## آثار
- کتاب فی خلق الانسان و هیئة أعضائه و منفعتها
- حواشٍ علی کتاب القانون لابن سینا
- حواشٍ علی شرح ابن ابی‌صادق لمسائل حنین